# Eddie Firmani
Eddie Firmani (* 7. srpna 1933 Kapské Město, Jihoafrická unie) je bývalý italský fotbalový útočník a trenér jihoafrického původu.
Hrát fotbal začal v rodném městě Kapské Město (dnes Jihoafrická republika). Mezi profesionály se dostal v roce 1950 když odešel hrát do anglického klubu Charlton. Jeho dres nosil pět let a v nich vstřelil 40 branek v 1. lize. Do Itálie odcestoval v roce 1955 a klub Sampdoria jej koupila za 35 000 liber. Za klub odehrál za tři sezony 83 utkání a vstřelil v nich 52 branek. V sezoně 1957/58 skončil na 2. místě v tabulce střelců. Po této výborné sezoně se klub rozhodl jej vyměnit za Vincenziho do Interu. I za Nerazzurri střílel branky. Za tři sezony vstřelil 48 branek. Hlavně jeho první sezona byla skvělá. Se spoluhráčem Angelillem vstřelili celkem 53 branek v sezoně. Dosud u Nerazzurri nebyl rekord překonán. V roce 1961 se rozhodl vrátit do Janova, ale do druholigového klubu Janov CFC. Hned v první sezoně pomohl k vítězství i k postupu do nejvyšší ligy. U Grifone zůstal ještě jednu sezonu a poté se vrátil do anglického klubu Charlton. V roce 1965 odešel do Southendu a poslední utkání odehrál jako trenér v americké lize NASL v roce 1975 v klubu Tampa Bay.
Za reprezentaci odehrál tři utkání a vstřelil v nich dvě branky.
Po fotbalové kariéře se stal trenérem. Největší úspěch zaznamenal v americké lize NASL kde v letech 1975 až 1996 trénoval celkem devět klubů. Získal tři vítězství v lize z kluby Tampa Bay (1975) a NY Cosmos (1977, 1978).

## Hráčská statistika
| Sezóna          | Klub            | Liga            | Liga   | Liga | Ligové poháry | Ligové poháry | Ligové poháry | Kontinentální poháry | Kontinentální poháry | Kontinentální poháry | Celkem | Celkem |
| Sezóna          | Klub            | Soutěž          | Zápasy | Góly | Soutěž        | Zápasy        | Góly          | Soutěž               | Zápasy               | Góly                 | Zápasy | Góly   |
| --------------- | --------------- | --------------- | ------ | ---- | ------------- | ------------- | ------------- | -------------------- | -------------------- | -------------------- | ------ | ------ |
| 1955/56         | Sampdoria       | Serie A         | 29     | 17   | -             | 0             | 0             | -                    | 0                    | 0                    | 29     | 17     |
| 1956/57         | Sampdoria       | Serie A         | 21     | 12   | -             | 0             | 0             | -                    | 0                    | 0                    | 21     | 12     |
| 1957/58         | Sampdoria       | Serie A         | 33     | 23   | IP            | 2             | 1             | -                    | 0                    | 0                    | 35     | 24     |
| 1958/59         | Inter           | Serie A         | 30     | 20   | IP            | 6             | 8             | -                    | 0                    | 0                    | 36     | 28     |
| 1959/60         | Inter           | Serie A         | 24     | 12   | IP            | 2             | 1             | Vel.P                | 4                    | 5                    | 30     | 18     |
| 1960/61         | Inter           | Serie A         | 28     | 16   | IP            | 2             | 2             | Vel.P                | 6                    | 5                    | 36     | 23     |
| 1961/62         | Janov           | Serie B         | 33     | 16   | IP            | 1             | 0             | -                    | 0                    | 0                    | 34     | 16     |
| 1962/63         | Janov           | Serie A         | 29     | 8    | IP            | 1             | 0             | -                    | 0                    | 0                    | 30     | 8      |
| Celkem v Itálii | Celkem v Itálii | Celkem v Itálii | 227    | 124  | -             | 14            | 12            | -                    | 10                   | 10                   | 253    | 146    |

## Hráčské úspěchy

### Klubové
- 1× vítěz 2. italské ligy (1961/62)

### Reprezentační
- 1× na MP (1955–1960)

## Trenérské úspěchy
- 3× vítěz Americké ligy NASL (1975, 1977, 1978)